# عملیات کشتی نوح

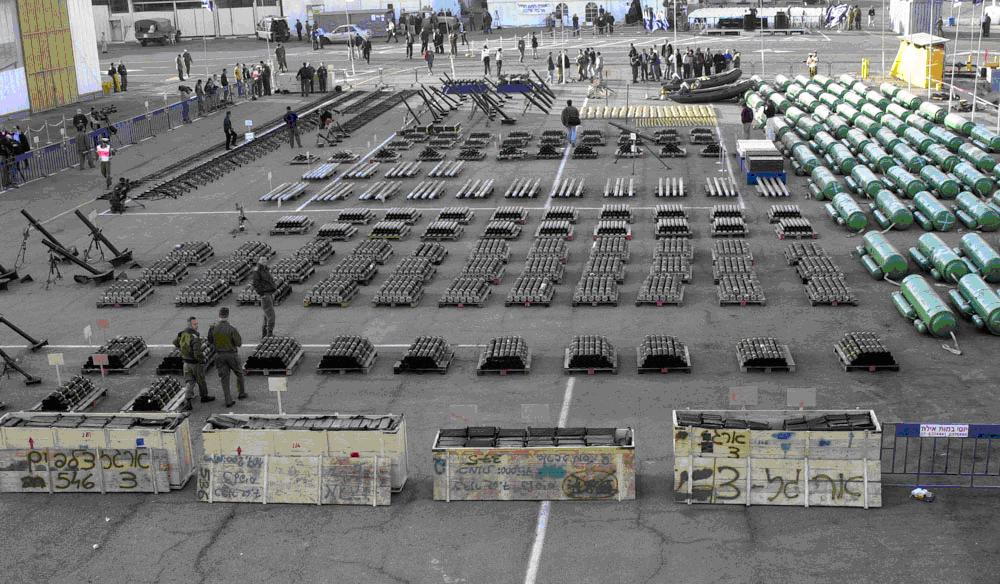
بخشی از تسلیحات کشف شده از کشتی

عملیات کشتی نوح (به عبری: מבצע תיבת נוח) یا کارین آ عنوان عملیاتی است که طی آن نیروی دریایی اسرائیل در ژانویه ۲۰۰۲ بدون شلیک گلوله، کشتی کارین آ حامل اسلحه را در دریای سرخ متوقف و توقیف کرد. بهای تسلیحات درون کشتی که به گفته مقامات اسرائیل از لبنان خریداری و در جزیره کیش در آن کشتی بارگیری شده‌بود، پیرامون ۱۵ میلیون دلار برآورد شد. اسرائیل این کشتی را در فاصله ۳۰۰ مایلی اسرائیل و در آب‌های بین‌المللی توقیف کرد. ایران و تشکیلات خودگردان فلسطین هرگونه آگاهی از این رویداد را تکذیب کردند. چندی بعد یاسر عرفات در نامه‌ای به وزیر کالین پاول مسئولیت این اقدام را پذیرفت. به گفته گری سیک، این رویداد در وخامت روابط ایران و آمریکا در دولت جرج بوش و قراردادن ایران در آنچه بوش آن را «محور شرارت» خواند، مؤثر بوده‌است. برخی این را دست ساخته اسراییل و برخی یک حادثه واقعی دانسته اند.

## شواهد
کاپیتان کشتی سرهنگ عمر عکاوی، یکی از فعالان جنبش فتح از سال 1976 و عضو سابق تشکیلات خودگردان فلسطین بود. بر اساس فهرست لویدز که سوابق حمل و نقل در سراسر جهان را دنبال می کند، این کشتی در 31 اوت 2001 از یک شرکت لبنانی توسط یک عضو تشکیلات خودگردان فلسطین به نام عادل مغربی خریداری شد. مغربی (معروف به عادل سلامه)، تا اوایل دهه 1980 یکی از کارکنان یاسر عرفات بود . از اکتبر 2000، مغربی با ایرانی ها و حزب الله در تماس بود. مغربی یکی از مخاطبین کلیدی در سیستم دستیابی به تسلیحات فلسطینی بود. وی توسط جمعه غالی فرمانده پلیس نیروی دریایی فلسطین و فتحی قاظم مدیر اجرایی حمایت می شد. هدف آنها این بود که مقدار زیادی سلاح برای استفاده حکومت خودگردان فلسطین به صورت مخفیانه وارد کنند. این عملیات خاص شامل خرید و تسهیل کشتی‌ها، تشکیل خدمه دریانوردی، برنامه‌ریزی برای نگهداری و مخفی کردن سلاح‌ها، بارگیری سلاح‌ها در کشتی‌ها و ترانزیت آن تا تحویل به تشکیلات خودگردان فلسطین بود.
محمد جواد ظریف انرا رد کرد و دلیل او این بود که در آن زمان عرفات با ایران رابطه خوبی نداشته است تا جایی که در جریان اجلاس سران کشورهای اسلامی در تهران خامنه ای  به عرفات اجازه ملاقات نداده است. 
بر اساس خاطرات رفسنجانی علی لاریجانی به او گفته بود «اطمینان دارد این کشتی توسط زیرمجموعه وزارت دفاع برای فلسطینی‌ها ارسال شده‌است». قاسم سلیمانی فرمانده وقت سپاه قدس جمهوری اسلامی در جلسه خود با هاشمی رفسنجانی بیان می‌دارد که «هیچ سابقه‌ای از ایران در مورد کشتی سلاح مورد ادعای اسرائیل نیست و احتمالا اسرائیلی‌ها برای اهداف خاص خود آن را خلق کرده‌اند.». 